# Business Plot
O Business Plot (em português,  Complô dos empresários), também conhecido como o complô contra Franklin Delano Roosevelt ou o putsch da Casa Branca, foi uma tentativa de golpe em 1933 contra o presidente Franklin Delano Roosevelt e seu New Deal, envolvendo grandes corporações.
Na época, o General reformado Smedley Butler alegou que empresários ricos estavam tramando criar uma organização fascista com veteranos e usá-la num golpe de estado para derrubar o presidente Roosevelt, sendo que Butler teria sido convidado para ser o líder dessa organização. Em 1934, Butler prestou declaração a um comitê do Congresso a respeito destas alegações. Na opinião do comitê, essas alegações eram verídicas. Ninguém foi punido.
Embora os historiadores ainda não tenham chegado a um consenso a respeito da elaboração do golpe, a maior parte concorda que um esquema vago de conspiração foi contemplado e discutido. A mídia contemporânea não deu crédito ao complô, afirmando que Butler havia disseminado uma grande mentira. Entre as corporações e bancos mencionados no processo estavam: DuPont, National City Bank, JPMorgan Chase e Goodyear. Essas referências foram suprimidas nas publicações oficiais do comitê.

## Reação contra Roosevelt

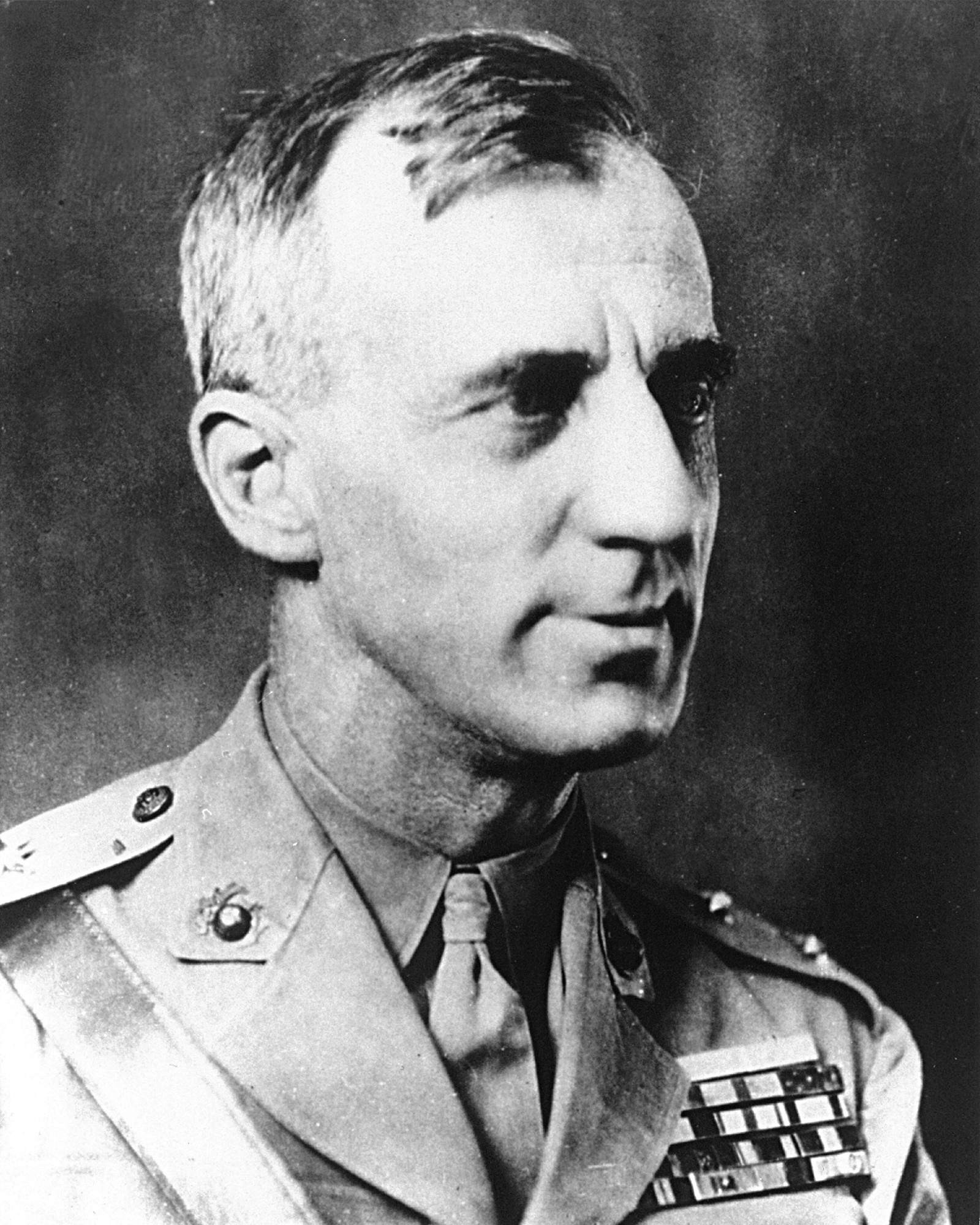
O general Smedley Darlington Butler denunciou uma campanha de industrialistas e outros homens de negócios contra o governo Roosevelt. O comitê que avaliou as acusações de Butler considerou-as procedentes.

A eleição de Roosevelt foi perturbadora para muitos empresários conservadores da época, pois estes temiam sua campanha de providenciar empregos para todos os desempregados e também viam tais políticas como uma ponte para o socialismo.
A administração Hoover havia defendido firmemente o padrão ouro mesmo quando o Reino Unido o abandonou em setembro de 1931. Com uma moeda desvalorizada, os bens manufaturados britânicos se tornaram mais baratos que os americanos resultando num ônus pesado para a indústria norte-americana. A campanha da Roosevelt havia prometido reavaliar o compromisso americano com o padrão ouro, e por meio de várias ações de março a abril de 1933, ele foi abandonado.
Empresários conservadores e outros apoiadores do padrão de ouro ficaram consternados. Hoover, que havia defendido o padrão ouro, escreveu que seu abandono era o primeiro passo em direção ao "comunismo, fascismo, socialismo, estatismo, economia planejada." Ele alegou que o padrão era necessário para impedir que o governo "confiscasse as economias das pessoas via manipulação da inflação e da deflação... Temos ouro porque não podemos confiar nos governos."
Roosevelt também dissolveu todas as cláusulas-ouro nos contratos públicos ou privados que garantissem pagamento naquele metal. Essa cláusula era parte de todo acordo governamental e corporativo. Os recursos contra as ações do governo chegaram a Suprema Corte dos Estados Unidos, que acatou a posição da administração Roosevelt ("Gold Clause Cases").
Com o fim do padrão ouro, "investidores conservadores estavam horrorizados. Eles viam a moeda que não possuía lastro em ouro como inflacionária, prejudicando ambas as fortunas privadas e dos negócios e levando à falência nacional. Roosevelt era acusado de ser socialista ou comunista, destruindo a iniciativa privada para subsidiar os pobres."
O fim do padrão ouro permitiu que o país escapasse do ciclo da deflação, mas a mudança não foi sem traumas. "Uma vez que os preços mais altos não eram acompanhados de salários mais altos, a inflação significava uma renda real mais baixa para aqueles sortudos o suficiente para arranjarem emprego. Até que os efeitos do crescente gasto em investimento se ramificasse através da economia, havia pouca razão para que o consumo aumentasse drasticamente. A produção industrial permaneceu volátil."
Outra política de Roosevelt teve um importante efeito para a recuperação: o ato da recuperação da indústria nacional, de junho de 1933. Ele estabelecia salários mínimos de 40 centavos por hora, aumentando o custo dos trabalhadores. Tais políticas desagradavam intensamente os empresários conservadores.

## Investigações e alegações de conspiração
Em novembro de 1934, Butler alegou a existência de uma conspiração política “de Wall Street” para derrubar o Presidente Roosevelt, alegação que se tornou conhecida na mídia da época pelo nome de Business Plot. Um comitê especial da Casa dos Representantes dos Estados Unidos, liderado pelos representantes John W. McCormack de Massachusetts e Samuel Dickstein de Nova York, escutou o relato. O comitê McCormack-Dickstein foi o precursor do comitê de atividades anti-americanas.
Butler contou ao comitê que um grupo de empresários, alegando estar amparados por um exército privado de 500 mil veteranos e outros, tinha a intenção de estabelecer uma ditadura fascista. Butler foi convidado para liderar estas forças, ele disse, por Gerald P. MacGuire, um vendedor ligado à Murphy & Co. O New York Times relatou que Butler havia dito aos amigos que o general Hugh S. Johnson, um antigo oficial da Administração de Recuperação Nacional, deveria ser instalado como ditador. Butler disse que MacGuire o havia contado que o golpe seria financiado por três milhões de dólares, e que os 500 mil homens provavelmente se reuniriam em Washington no ano seguinte. Todos os envolvidos na história, inclusive Johnson, disseram que a história não era verdadeira, chamando-a de piada e fantasia.
Nesse relato, o comitê afirmou que era incapaz de confirmar as alegações de Butler outras que não a proposta de MacGuire, que foi considerada parcialmente confirmada pelos relatórios europeus de MacGuire. Nenhum processo ou investigação se seguiu, e os historiadores se perguntam se um golpe estava realmente próximo de se realizar, embora a maioria concorde que havia um vago esquema já contemplado e discutido. Inicialmente, os grandes jornais desprezaram a denúncia, caracterizando-a como uma “fraude gigantesca”. Quando o relatório final do comitê foi publicado, contudo, a revista Time disse que seus membros “pretendiam relatar que uma investigação de dois meses os havia convencido de que a história de uma marcha fascista em Washington era alarmantemente verdadeira” e “(...) também alegou que foram encontradas provas definitivas de que a marcha fascista em Washington, que seria liderada pelo aposentado General Smedley Butler, foi realmente contemplada.”
O comitê McCormack-Dickstein confirmou algumas das acusações de Butler em seu relatório final. “Nas últimas semanas de existência deste comitê, recebemos evidência mostrando que certas pessoas fizeram uma tentativa de estabelecer uma organização fascista neste país... Não há dúvida de que essas tentativas foram discutidas, planejadas e possivelmente colocadas em execução quando e se os seus financiadores as consideraram possíveis.”
Separadamente, o veterano das guerras estrangeiras James E. Van Zandt disse aos jornais que ele fora abordado pelos agentes de 'Wall Street' para liderar uma ditadura fascista nos Estados Unidos sob o disfarce de uma organização de veteranos (...) menos de dois meses" depois de o general Butler o alertar para a situação. Paul Comly French, jornalista do Philadelphia Record e do New York Post, confirmou algumas das alegações de Butler em seu relato, mencionando empresas como Du Pont, Remington Arms Co. e o National City Bank. Butler alegou que o comitê havia deliberadamente ignorado suas descobertas relacionadas aos empresários considerados conspiradores. Ele disse "Como ocorre com a maior parte dos comitês, foram punidos os pequenos e escaparam os grandes. Os mais importantes sequer foram chamados a testemunhar. Por que esses nomes foram suprimidos do testemunho?" O comunista americano John L. Spivak publicou, ainda em 1934, em dois artigos do jornal "Novas Massas", trechos dos testemunhos do comitê que haviam sido descartados como mera "especulação". Para Spivak, os políticos preferiram não culpar os grandes empresários, a despeito da evidência.